# Новосибирский областной Российско-Немецкий Дом
Новосибирский областной Российско-Немецкий Дом (НО РНД, нем. Russisch-Deutsches Haus von Gebiet Nowosibirsk) — учреждение, целью которого является сохранение и распространение немецкой культуры среди российских немцев и тех, кто интересуется культурой немецкоговорящих стран. Основан в 1989 году. Расположен в Новосибирске. Кроме того, 35 центров Российско-Немецкого Дома  действуют в различных городах и районах Новосибирской области.

## История
В 1989 году был основан областной Центр немецкой культуры, в  1995 году его реорганизуют в Российско-Немецкий Дом. В 1997 году организация переезжает в новое здание на улицу Ядринцевскую. В 2014 году Российско-Немецкий Дом отметил свой 25-летний юбилей.

## Деятельность

### Образовательная деятельность
На базе Российско-Немецкого Дома действует созданная в 2006 году Немецкая школа культуры, предоставляющая дополнительное образование детям и взрослым. Основные направления: лингвистика (немецкий, английский, испанский языки), хореография, декоративно-прикладные искусства, живопись, музыка, театр. Кроме того, НО РНД предоставляет помощь в организации получения образования за рубежом.

### Культурно-досуговая деятельность
В Российско-Немецком доме существуют клубные объединения и кружки различной направленности, готовятся блюда немецкой кухни, организуются традиционные немецкие праздники: Рождество, Пасха, Пятидесятница, Праздник урожая, Октоберфест и т. д.

### Визовая деятельность
Учреждение занимается различными услугами в сфере оформления шенгенской визы в Германию.

## Музыкальные коллективы

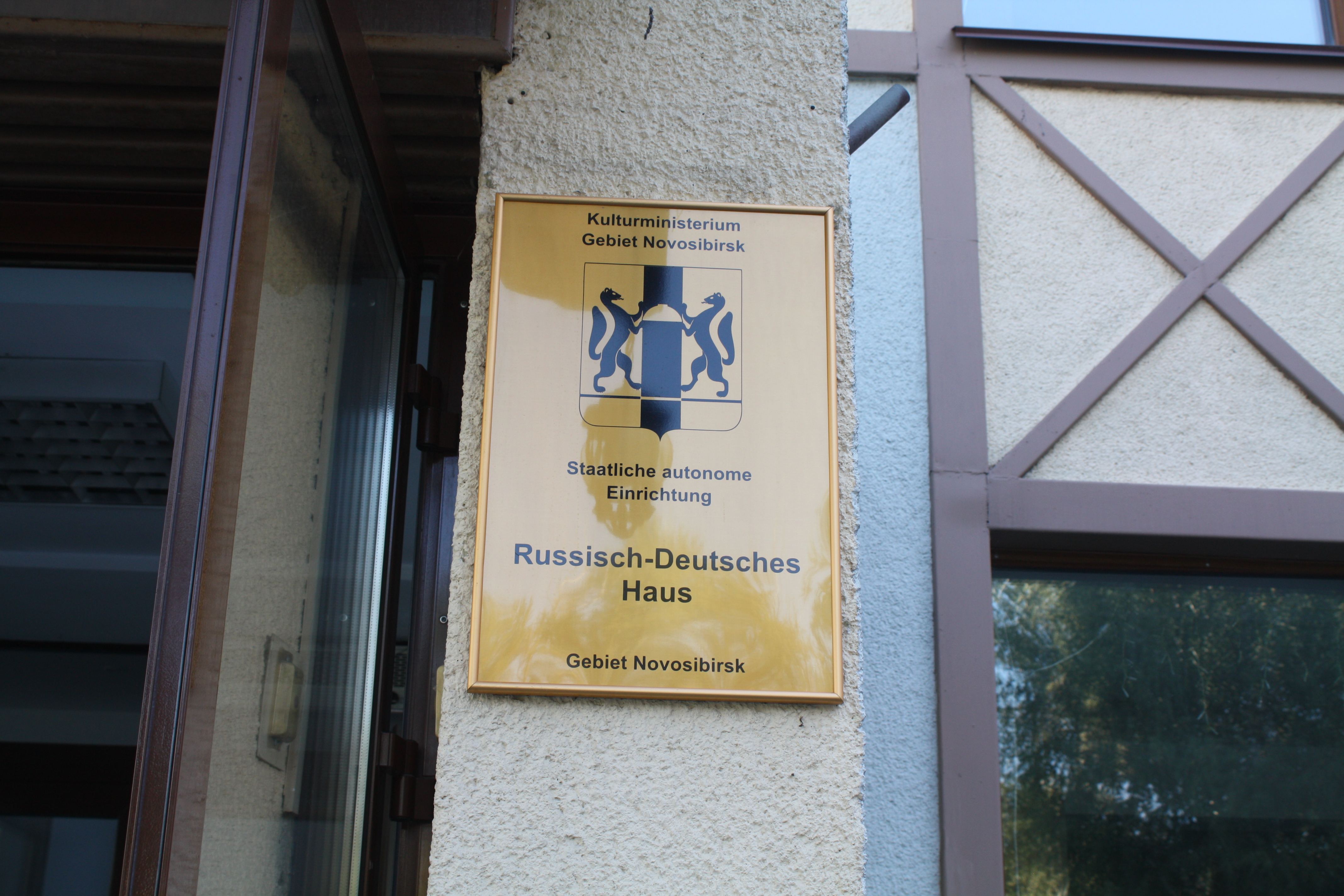

- Gute Laune — инструментальный ансамбль, созданный в 1997 году на базе Новосибирского областного Российско-Немецкого Дома. Основатель и руководитель — лауреат Международного конкурса, доцент Новосибирской государственной консерватории Маргарита Аунс. Хормейстер — Екатерина Ильина.

- Begeisterung — фольклорный ансамбль, основанный в Российско-Немецком Доме в 1998 году. Участники: пожилые люди, российские немцы, приверженцы немецкой культуры. Художественный руководитель — Наталья Зариева.

- «Экспрессия» — хореографический ансамбль, созданный в 1998 году в Татарском педагогическом училище. В репертуаре ансамбля присутствуют немецкие народные танцы и различные современные композиции.

- «Эдельвейс» — квартет аккордеонисток, образованный в Российско-Немецком Доме в 2000 году. Коллектив участвует в международных фестивалях и конкурсах. Репертуар: немецкие народные вальсы, польки, эстрадные и джазовые композиции, русская и зарубежная классическая музыка, танго Астора Пьяццолла.[4]

## Информационно-методический центр и музей
В Российско-Немецком Доме функционирует информационно-методический центр, в котором находятся более 12 тысяч книг, большая их часть написана на немецком языке. Также в НО РНД есть музей истории и этнографии российских немцев, где хранится несколько тысяч архивных документов и экспонатов.

## СМИ
В 1998 году образовано печатное издание Sibirische Zeitung plus, выходящее 2 раза в месяц. Тематика газеты посвящена, главным образом, жизни российских немцев, их истории, творчеству и т. п.